# Denver Broncos 1981
La stagione 1981 dei Denver Broncos è stata la 12ª della franchigia nella National Football League, la 22ª complessiva e la prima con Dan Reeves come capo-allenatore. Malgrado una partenza con un record di 8-3 e un bilancio finale di 10-6, la squadra non riuscì a qualificarsi ai playoff.

## Roster
| Roster dei Denver Broncos nel 2017 |
| --- |
| Quarterback - 17 Steve DeBerg - 7 Craig Morton Running Back - 35 Larry Canada - 41 Rob Lytle - 24 Rick Parros - 46 Dave Preston - 32 Tony Reed Wide Receiver - 83 Wade Manning - 25 Haven Moses - 80 Rick Upchurch - 81 Steve Watson Tight End - 85 Ron Egloff - 88 Riley Odoms Offensive Linemen - 64 Billy Bryan C - 73 Kelvin Clark T - 62 Tom Glassic G - 65 Glenn Hyde G - 60 Paul Howard G - 76 Ken Lanier T - 71 Claudie Minor T - 70 Dave Studdard T Defensive Linemen - 79 Barney Chavous DE - 68 Rubin Carter DT - 75 Rulon Jones DE - 72 Don Latimer DT - 66 Brison Manor DE Linebacker - 58 Steve Busick - 56 Larry Evans - 53 Randy Gradishar - 57 Tom Jackson - 59 Mark Merrill - 58 Rob Nairne - 50 Jim Ryan - 51 Bob Swenson Defensive Back - 43 Steve Foley CB - 31 Mike Harden FS - 22 Aaron Kyle CB - 49 Dennis Smith - 36 Bill Thompson S - 20 Louis Wright CB Special Team - 11 Luke Prestridge P - 19 Fred Steinfort K                                             |
| Legenda - I rookie sono in corsivo. - Il primo ruolo è il principale mentre gli eventuali successivi indicano i ruoli secondari. - (IR) sta per Injured Reserve ed indica la lista ristretta per un solo giocatore infortunato che può tornare ad allenarsi dopo la settimana 6 e a rientrare in prima squadra dopo che questa ha giocato 8 partite. - (NF-Inj.) / (NF-Ill.) stanno rispettivamente per Non-Football Injured e Non-Football Illness ed indicano le liste dove viene inserito un giocatore che ha un infortunio o una malattia non dipendente dal football americano. - (PUP) sta per Physically Unable to Perform ed indica la lista dove viene inserito un giocatore mentre è in attesa di recuperare la condizione fisica. Nella stagione regolare dopo la sesta partita giocata dalla propria squadra, il giocatore ha tempo tre settimane per riprendere ad allenarsi, più tre settimane aggiuntive dal suo rientro agli allenamenti per rientrare in prima squadra. |

## Calendario
| Stagione regolare |                         |               |                                 |        |
| Turno             | Avversario              | Risultato     | Stadio                          | Record |
| 1                 | Oakland Raiders         | V 9–7         | Mile High Stadium               | 1–0    |
| 2                 | at Seattle Seahawks     | S 10–13       | Kingdome                        | 1–1    |
| 3                 | Baltimore Colts         | V 28–10       | Mile High Stadium               | 2–1    |
| 4                 | San Diego Chargers      | V 42–24       | Mile High Stadium               | 3–1    |
| 5                 | at Oakland Raiders      | V 17–0        | Oakland–Alameda County Coliseum | 4–1    |
| 6                 | Detroit Lions           | V 27–21       | Mile High Stadium               | 5–1    |
| 7                 | at Kansas City Chiefs   | S 14–28       | Arrowhead Stadium               | 5–2    |
| 8                 | at Buffalo Bills        | S 7–9         | Rich Stadium                    | 5–3    |
| 9                 | Minnesota Vikings       | V 19–17       | Mile High Stadium               | 6–3    |
| 10                | Cleveland Browns        | V 23–20 (DTS) | Mile High Stadium               | 7–3    |
| 11                | at Tampa Bay Buccaneers | V 24–7        | Tampa Stadium                   | 8–3    |
| 12                | at Cincinnati Bengals   | S 21–38       | Riverfront Stadium              | 8–4    |
| 13                | at San Diego Chargers   | S 17–34       | Jack Murphy Stadium             | 8–5    |
| 14                | Kansas City Chiefs      | V 16–13       | Mile High Stadium               | 9–5    |
| 15                | Seattle Seahawks        | V 23–13       | Mile High Stadium               | 10–5   |
| 16                | at Chicago Bears        | S 24–35       | Soldier Field                   | 10–6   |

## Classifiche
| AFC West              | AFC West | AFC West | AFC West | AFC West | AFC West | AFC West | AFC West | AFC West | AFC West |
|                       | V        | S        | P        | %        | DIV      | CONF     | PF       | PS       | Str.     |
| --------------------- | -------- | -------- | -------- | -------- | -------- | -------- | -------- | -------- | -------- |
| San Diego Chargers(3) | 10       | 6        | 0        | .625     | 6–2      | 8–4      | 478      | 390      | V2       |
| Denver Broncos        | 10       | 6        | 0        | .625     | 5–3      | 7–5      | 321      | 289      | S1       |
| Kansas City Chiefs    | 9        | 7        | 0        | .563     | 5–3      | 7–5      | 343      | 290      | V1       |
| Oakland Raiders       | 7        | 9        | 0        | .438     | 2–6      | 5–7      | 273      | 343      | S2       |
| Seattle Seahawks      | 6        | 10       | 0        | .375     | 2–6      | 6–8      | 322      | 388      | V1       |